# Istorija Južne Amerike
Južna Amerika je bila postojbina mnogih indijanskih civilizacija pre dolaska prvih Evropljana 1520-ih godina. Nakon toga su Španci i Portugalci zauzeli i prisvojili celi kontinent i njegove stanovnike te tamo vladali 300 godina. Početkom 19. veka to je područje steklo nezavisnost, ali su nove južnoameričke zemlje bile siromašne i politički nestabilne. Danas zemlje u Južnoj Americi imaju neujednačenu kulturu koja se sastoji od lokalnih, evropskih i afričkih elemenata.

## Španska vladavina
Nakon osvajanja Francisca Pizarra (1475.-1541) i drugih španskih konkvistadora, najveći deo Južne Amerike potpao je pod vlast Španije. Kasnije su španski kraljevi slali službenike, odnosno namesnike, koji su vladali tamošnjim područjima, prikupljali poreze i vodili sudove. U 18. veku Namesništvo Nove Granade vladalo je područjem današnje Kolumbije, Ekvadora,Paname i Venecuele.

### El Dorado
Među prvim španjolskim istraživačima širile su se glasine da iza Anda živi narod koji ima toliko zlata da se njihov kralj svake godine posipa zlatnom prašinom. Taj čovek od zlata El Dorado nikad nije pronađen, ali ta je legenda bila podsticaj mnogim španskim pustolovima u njihovoj potrazi za zlatom
Godine 1545. najveća svetska nalazišta srebra otkrivena su u Potosiu, Bolivija. Srebro se u velikim količinama odvozilo u Sevilju, Španija, te podsticalo razvoj i evropske transatlantske trgovine. Međutim, radni uslovi u rudnicima su bili užasni: četiri od pet radnika Indijanaca umiralo je tokom prve godine rada u rudniku.

### Drevne civilizacije
Američki Indijanci su drevni narodi čije su civilizacije cvale hiljadama godina, posebno u planinskim Andama. U vreme evropskih osvajanja, najveći deo Južne Amerike pripadao je najvažnijoj tamošnjoj civilizaciji - Carstvu Inka u Peruu. Osvajači su starosediocima u Južnoj Americi nanosili veliko zlo. Oni nisu bili otporni na bolesti uvezene iz Evrope, a osvajači su ih zlostavljali. Broj stanovnika u Južnoj Americi pao je sa 16 na 4 miliona za samo sto godina nakon dolaska osvajača u 16. veku.

## Katolička crkva
Tokom osvajanja uništeni su gotovo svi hramovi i verski kipovi starosjedilaca. Većina starosedelaca bila je preobračena u rimokatoličku veru iako su mnogi zadržali i svoje tradicionalne vere. Crkve su se gradile u španskom stilu, ali su često bile ukrašavale umetničkim delima u domorodačkom stilu.

### Isusovačke misije
Rimokatolički red poznat kao Družba Isusova , odnosno jezuiti, osnivao je misije u Paragvaju među narodima Guarani i Tapes. Do polovine 18. veka bilo je 30 misija. Bilo je poljoprivrednih sela u kojima su zemlja i životinje bile kolektivno vlasništvo. Tokom 1770-ih isusovci su isterani iz španskih i portugalskih teritorija, a hiljade starosedelaca bilo je porobljeno ili ubijeno. Da bi zaštitili domorodačko stanovništvo od eksploatacije portugalskih doseljenika, isusovci su svoje misije uz crkve u baroknom stilu gradili u džungli i tako se izolovali od spoljašnjeg sveta. Bartolome de las Kasas (1474-1566) tvrdio je da je špansko osvajanje nazakonito te da su američki starosedioci slobodni. Borio se protiv zlostavljanja koje su sprovodili španski doseljenici, a uvođeni su i zakoni koji su štitili indijansko stanovništvo. Međutim, zakoni se često nisu poštivali, a za mnoge su došli prekasno.

## Nezavisnost
Početkom 19. veka Francuska je zauzela Španjiju i na mesto kralja Karla IV postavljen je Žozef Bonaparta (1768-1844), brat cara Napoleona. U početku su kolonije ostale lojalne Karlu IV, ali uskoro su se u Južnoj Americi počeli javljati pokreti za nezavisnost. Borbu za nezavisnost predvodili su kreolci , Španci rođeni u Južnoj Americi, a najvažniji među njima bio je Simon Bolivar. On se zalagao za ujedinjenje kontinenta, međutim različiti narodi se nisu mogli složiti i Južna Amerika je podeljena na više različitih zemalja.

### Brazil
U vreme Napoleonovih ratova, portugalski kralj Žoao VI prebegao je u Brazil i odande vladao. Zemlja se obogatila, ali zbog opasnosti od revolucije, kralj se vratio u Portugal. Njegov sin Dom Pedro proglasio je nezavisnost Brazila 1822. godine.
U Brazilu nije bilo dovoljno starosedilačkog stanovništva, pa su protugalski kolonisti iz zapadne Afrike dovodili robove za rad na plantažama i u rudnicima. Odbegli robovi osnivali su naselja poznata kao kvilombos: najpoznatiji je bio Palmares, gde je u gradovima i selima živelo više hiljada odbeglih robova.

## Savremena Južna Amerika
U 19. veku nove su zemlje Južne Amerike zavisile od prihoda od uzgoja kultura kao što je kafa. U vreme ekonomske krize 1930-ih, potražnja za tim proizvodima naglo je pala. Podizale su se fabrike i hiljade ljudi  je odlazilo u gradove u potrazi za poslom. Većina Južnoamerikanaca još uvek živi u gradovima. Pored kafe, u Južnoj Americi prevladavao je i gumijevac kao samonikla biljka. U 19. veku i početkom 20. veka vladala je velika potražnja za gumom, pa su se u Brazilu podizale plantaže. Od 1900. do 1914. vladao je „gumeni bum” i mnogi su vlasnici plantaža stekli ogromno bogastvo. Potražnja je smanjena 1930-ih. Godine 1960. glavni grad Brazila premešten je iz Rio de Ženeira u novi grad Braziliju, gde su namjenski izgrađeni vladini uredi, nacionalni muzeji i univerzitet. Godine 1970.Salvador Aljende (1908-1973) izabran je za presednika Čilea. Bio je marksista i zalagao se za socijalnu politiku. Poginuo je u vojnom puču koji je predvodio Augusto Pinoče (r. 1915) koji je postao poglavar države.

## Istaknute istorijske ličnosti Južne Amerike
- Bernardo O'Higins  (1778.-1842) je bio sin Irca, guvernera Čilea. Bernardo je isto tako postao guverner 1814. godine. Španjolci su ga svrgnuli zbog njegovih republikanskih uverenja. Borio se za nezavisnost Čilea i 1817. postao prvi poglavar te zemlje.
- Hose de San Martin (1778-1850) rođen je u Argentini, gde je predvodio pokret koji je ovoj koloniji doneo nezavisnost od Španije 1816. Potom je krenio u Čile gde je potukao Špance i na vlast ponovo doveo domoljubnog vođu Bernarda O'Higinsa. Godine 1812. vratio se u Peru, zauzeo Limu i proglasio nezavisnist Perua.
- Eva Peron - rođena u siromaštvu, Eva (Evita) Duarte (1919-1952) bila je radijska glumica. Udala se za političara Huana Perona koji je postao argentinski predsednik 1946. godine. Siromašni narod ju je obožavao i ona je Peronu pomagala da bude ponovo izabran 1952, ali iste godine je umrla od raka.

## Literatura
- Deforestation. World Geography.  Columbus, Ohio: McGraw-Hill/Glencoe, 2000. 202–204
- Farthing, Linda C.; Kohl, Benjamin H. (2014). Evo's Bolivia: Continuity and Change. Austin: University of Texas Press. ISBN 978-0-292-75868-1.
- Harten, Sven (2011). The Rise of Evo Morales and the MAS. London and New York: Zed Books. ISBN 978-1-84813-523-9.
- Hensel, Silke (2003). „Was There an Age of Revolution in Latin America?: New Literature on Latin American Independence”. Latin American Research Review. 38 (3): 237—249. S2CID 143733417. doi:10.1353/lar.2003.0034. Пронађени су сувишни параметри: |author= и |last1= (помоћ). online]
- Muñoz-Pogossian, Betilde (2008). Electoral Rules and the Transformation of Bolivian Politics: The Rise of Evo Morales. New York: Palgrave Macmillan. ISBN 978-0-230-60819-1.
- Philip, George; Panizza, Francisco (2011). The Triumph of Politics: The Return of the Left in Venezuela, Bolivia and Ecuador. Cambridge: Polity Press. ISBN 978-0-7456-4749-4.
- Sheil, D.; Wunder, S. (2002). „The value of tropical forest to local communities: complications, caveats, and cautions”. Conservation Ecology. 6 (2): 9. doi:10.5751/ES-00458-060209. hdl:10535/2768. Архивирано из оригинала 11. 10. 2008. г. Приступљено 04. 03. 2019.
- Sivak, Martín (2010). Evo Morales: The Extraordinary Rise of the First Indigenous President of Bolivia. New York: Palgrave MacMillan. ISBN 978-0-230-62305-7.
- Uribe, Victor M. (1997). „The Enigma of Latin American Independence: Analyses of the Last Ten Years”. Latin American Research Review. 32 (1): 236—255. JSTOR 2504056. S2CID 252750906. doi:10.1017/S0023879100037766.
- Wade, Lizzie (2015). „Drones and satellites spot lost civilizations in unlikely places”. Science. doi:10.1126/science.aaa7864.
- Webber, Jeffrey R. (2011). From Rebellion to Reform in Bolivia: Class Struggle, Indigenous Liberation, and the Politics of Evo Morales. Haymarket Books. ISBN 978-1-60846-106-6.
- Marshall, Larry G. (1988). „Land Mammals and the Great American Interchange” (PDF). American Scientist. 76: 380—388. Bibcode:1988AmSci..76..380M. Архивирано из оригинала (PDF) 27. 08. 2016. г. Приступљено 26. 8. 2016.
- Daza, Blanca Ysabel (2013). Historia del proceso de mestizaje alimentario entre Colombia y España – History of the integration process of foods between Colombia and Spain (PhD) (PhD) (на језику: шпански). Barcelona, Spain: Universitat de Barcelona. стр. 1—494.
- Шаблон:Cite thesi
- Gamboa Mendoza, Jorge (2016). Los muiscas, grupos indígenas del Nuevo Reino de Granada. Una nueva propuesta sobre su organizacíon socio-política y su evolucíon en el siglo XVI – The Muisca, indigenous groups of the New Kingdom of Granada. A new proposal on their social-political organization and their evolution in the 16th century (video) (на језику: шпански). Museo del Oro. Приступљено 8. 7. 2016.
- García, Jorge Luis (2012). The Foods and crops of the Muisca: a dietary reconstruction of the intermediate chiefdoms of Bogotá (Bacatá) and Tunja (Hunza), Colombia (M.A.) (PDF) (M.A.). University of Central Florida. стр. 1—201. Архивирано из оригинала (PDF) 03. 05. 2014. г. Приступљено 8. 7. 2016.
- Groot de Mahecha, Ana María (2014 (2008)). Sal y poder en el altiplano de Bogotá, 1537–1640 (на језику: шпански). Universidad Nacional de Colombia. стр. 1—174. ISBN 978-958-719-046-5. Проверите вредност парамет(а)ра за датум: |date= (помоћ)
- Kruschek, Michael H. (2003). The evolution of the Bogotá chiefdom: A household view (PhD) (PDF) (PhD). University of Pittsburgh. стр. 1—271. Приступљено 8. 7. 2016.
- Ocampo López, Javier (2007). Grandes culturas indígenas de América – Great indigenous cultures of the Americas (на језику: шпански). Bogotá: Plaza & Janes Editores Colombia S.A. стр. 1—238. ISBN 978-958-14-0368-4.

## Spoljašnje veze
- Harvey, Robert (2000). Liberators: Latin America`s Struggle For Independence, 1810–1830. John Murray, London. ISBN 0-7195-5566-3.